# 同人ショップ

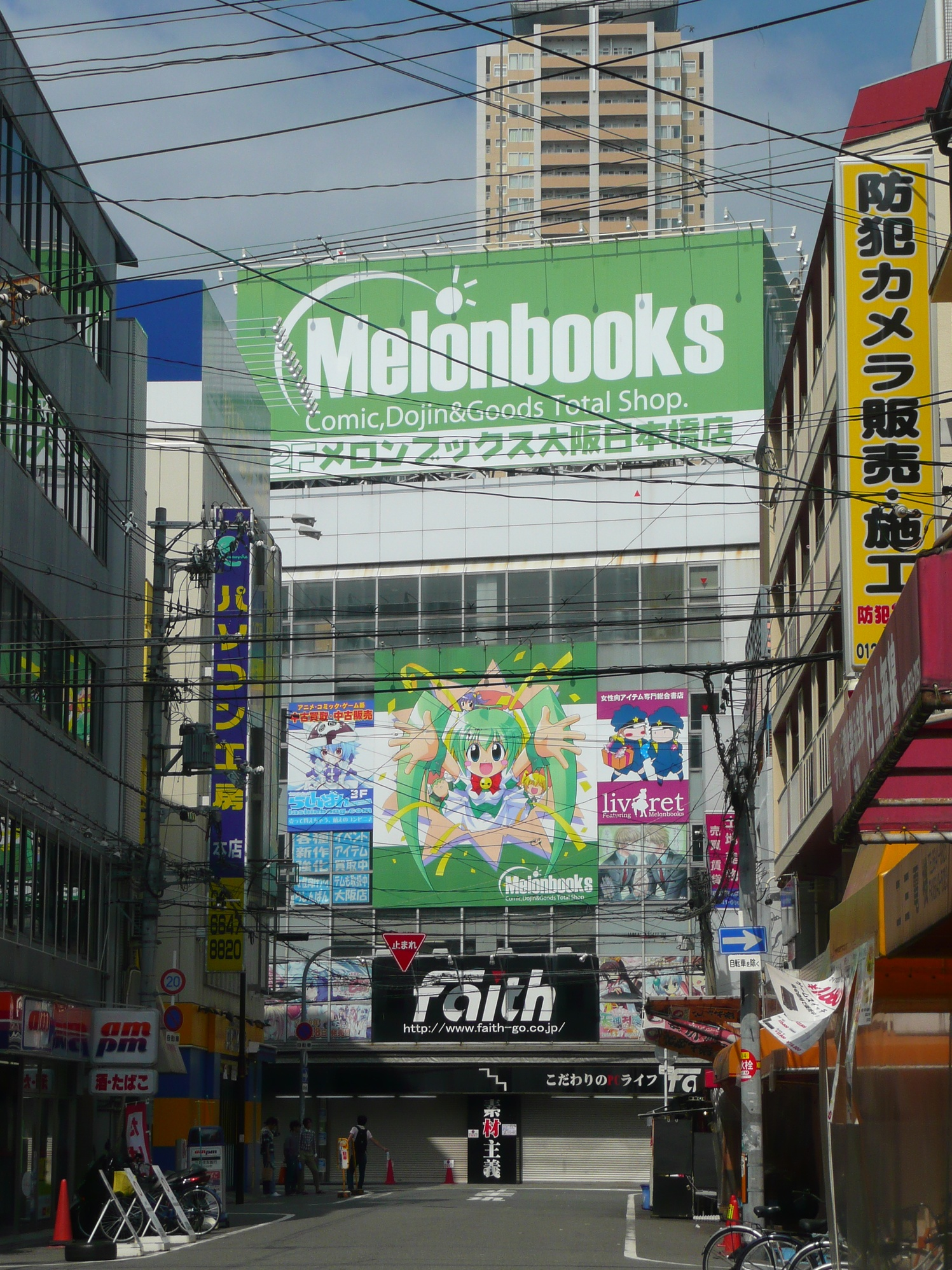
メロンブックス大阪日本橋店（2009年）

同人ショップ（どうじんショップ）は、同人誌や同人ゲーム（同人ソフト）などを販売（委託販売）する小売店。

## 歴史
かつて同人サークルが商品を販売するには、有志によって開催される同人誌即売会に参加する以外に有効な手段はほとんどなかった。同人誌即売会は多くの同好の人々が集まり売りやすいものの、開催期間や施設が限られていることと、地方での開催は大きな需要に乏しく採算性はほとんど見込めなかったため、イベントの継続した開催は事実上不可能で、同人誌の販売もまた然りであった。
また、継続的に開催されているイベントであっても、出展数が限定されていることと、会場が都市部にのみ集中しているため、地方の住民は気軽に参加できない。即売会の他には、一部のアニメ系情報誌、漫画雑誌、『テクノポリス』などのパソコンゲーム雑誌に設けられていた同人コーナーに掲載して宣伝してもらい、個人で通信販売を展開するという手段はあったが、発送の作業やトラブルの対応が大変であり、手間を考えれば到底費用対効果に見合うと言いがたいものであった。購入者側にとっても通販を申し込む場合、発行元に返信用の封筒と切手を添えた在庫確認の手紙を出さなければならず、販売者の側も1件1件個別に対応する必要があり、数が多いと膨大な作業量になった。このように、売り手と買い手の双方にとってなにかにつけて煩雑な時代であった。同人誌即売会の開催日に休みが取れないと買うこともできないうえ、人気のある商品はすぐに売り切れ、入手できないことも多々あった。
同人誌が肉筆画やガリ版で作られていた頃には即売会で全てが完結していたが、1970年代後半に入りオフセット印刷で刷られた同人誌が出て来ると即売会で捌ききれなかった同人誌を書店に頼んで置いてもらう事が出始めた。同人誌を扱っていた古いショップとしては、同人情報誌を出版していた出版社のアンテナショップが上げられる。新宿西口にあった清彗社はフリー・スペースという名前のサロンを設置。そこの一角でまんが同人誌、中小出版社まんが単行本、各種チケットの展示販売を行うスペースを設けた。1980年（昭和55年）から1981年（昭和56年）にかけて、編集方針の内部対立などから清彗社は雑草社とふゅーじょんぷろだくとに分裂。ふゅーじょんぷろだくとは新宿駅東口に同人系書店兼サロンふりーすぺーす（ふりすぺ）をオープンさせて、雑草社は新宿大久保にCOMIC INNというショップをオープンした。また、雑草社は女性向けの漫画情報誌『ぱふ』を出版し、ふゅーじょんぷろだくとはマニア向けの漫画評論誌『Comic Box』を出版していた。
1980年代に入ると漫画を専門に扱う漫画専門店が続々とオープン。渋谷のまんが書店、神保町のコミック高岡では同人誌の扱いがあった。1984年（昭和59年）10月1日にオープンしたまんがの森新宿店は、3階で漫研資料、同人誌を取り扱っていた。
このように同人誌が小規模ながらも常設の棚で扱われることは漫画専門店が出現した頃から見られ、上記の他にも書泉ブックマート、新宿書店などの漫画の品揃えに強い書店の片隅で書店委託により小規模ながら取り扱われていた。同人誌は一般の商業出版の流通ルートに乗った出版物ではないため、同人誌を置いてる書店は都市部でもごく限られた書店にしかなかった。
同様に、1980年代後半から同人作品の販売委託請負による通信販売を取り扱っていた業者としてはLLパレスなどが存在していた。しかし、インターネットの本格普及前はコスト面などの問題で大々的な宣伝が難しく、現在のような規模で同人作品の販売委託請負や通信販売を行うことができる企業や同人サークルは存在しなかった。このような状況下にあっても、同人作品の販売を主業として生活する者こそ存在したが、作家・クリエイターとしての抜群の知名度と同人誌の製作・販売意欲があれば誰もがそのようなことに挑戦できるという状況ではなかった。
1991年（平成3年）2月22日、東京都内の書店3店の店長ら5人が成年向け同人誌の販売で摘発される事件が発生。この事件以前の同人誌は無修正で、成年向けのコーナーを区切っての販売（ゾーニング）がされていなかったためで、これ以降、書店では男性向けの成年同人誌の取り扱いを自粛、成年向け同人誌は自主規制の中で修正されるようになり再び店頭で成年向け同人誌が売られるようになるまでには、しばらくの時間を要することとなった。
この事件は東京のみに留まらず全国の同人誌を扱っていた書店にも影響を与えた。書店に委託されていた男性向け同人誌の取り扱いを止めて店頭から一斉に消えた。一方女性向けのやおい同人誌は表現描写の関係からあまり問題とされず、この後も引き続き取り扱いが続けられた。そのため、現在でも女性向け同人誌のみ取り扱いがある書店、アニメショップが一部に存在する（アニメイトなど）。一般的な書店にとっては（たとえ成年向けのゾーニングがされていても）摘発の危険性がある成人向け同人誌が取り扱いにくいものになったことが、この後の同人ショップを生み出す余地を与えることとなった。
事件が契機となって生じた同人誌販売の空白を埋めるようにまず登場したのは、男性向けの海賊版同人誌で、全く関係のない複数の同人誌を適当にまとめてコピーし1冊にまとめたものが1500円から2000円前後で販売されていた。これは主に成年向けのアダルトショップ、古本店などで扱われていた。当然ながら作者には無断であったが、同人誌自体が二次創作である点で著作権的に弱い立場であったことと、同人誌摘発事件後の同人界全体に蔓延した事なかれ主義もあり、事実上打つ手が見い出せない状態が続いた。このような海賊版同人誌のピークは1994年（平成6年）から1995年（平成7年）にかけてのことである。海賊版同人誌は印刷物である同人誌そのものを複製・複写していたため、非常に質が悪かった。そのため、再び同人誌が市場に出回るようになるとこれらは自然に淘汰されていった。ただし地方では同人誌そのものが手に入りにくかったこともありその後も地味に出回っていた。
現在見られる同人ショップは、コミックマーケット（コミケット）のビッグサイト移転後も続く膨張、ひいてはこれも牽引役となって巨大化し続ける同人市場などを背景として、同人作品の販売者・購入者双方からの供給と需要の要望が増加し、またインターネットの本格的な普及により宣伝を簡便に行うことが可能になったことで、1990年代の半ば頃より本格化した商業形態の一つである。
この同人ショップがビジネスとして成立した影響は小さくない。現在の同人作品の流通システムが確立・拡大されたことにより、同人関連市場も巨大化した。これによって、同人誌で活動資金どころか自身やスタッフの生活費までをも稼ぎ出す、同人誌で職業的活動を専業的に行うビジネスモデルのノウハウが確立され、かつては特別なノウハウを持つ一部の者だけが行うことができた同人誌販売を主軸に据えた職業的創作活動を、今では様々なジャンルの多くの作家が行っている。現在、このような同人誌販売を主体とする作家の活動は、コミケットと同人ショップの存在無くしては成立し得ず、この両者が共に隆盛を続け、同人関連市場が活性化し続けることが絶対的に必要不可欠な要素となっている。

## 商品
同人誌は自費出版の本であり、雑誌コードやISBNコードは付けられていない。そのため仕入れ・流通についても一般の雑誌とは扱いが大きく異なり、定価の概念を設けることができず、ひとたび作者の手元を離れた本については価格面の統制ができなくなる。
同人誌や同人ゲームの制作者から売り込みをかけたり販売委託依頼の手続きを行うのが基本である。ただ現在では、中堅以上の実力・知名度を持つ人気サークルを狙い、イベント会場などで取引営業を行い、このような自社勧誘による同人誌のみを専門的に扱うショップも見られる。反面、いわゆる「ピコ手」と呼ばれる画力・販売力共に実力の満たない弱小サークルは歯牙にもかけられないほど、厳しい実力主義の世界でもある。
契約はほぼ委託販売であるが、一部買い取りを行っている店舗もある。委託取引の場合、発注の最低数や販売期間など、あらかじめ所定の用紙に書き込んで見本誌とあわせて提出すると、店側から発注の回答が来て成約となる場合が多い。無論、販売が見込まれないサークルはこの審査段階で落とされる。
発注に関しては、店側の立場が強いとの意見もあるが、この捉え方は半ば正確ではない。同人の場で事実上の職業的営利活動を行う者を含めて、同人作家の立場は、下請けではなくあくまでも対等な卸元であり、中堅以上の実力のあるサークルの場合、店側の発注数や販売実績などの待遇に不満がある場合、競合他社に卸先を鞍替えをすることもあり得るため、単純に店側の立場が一方的に強いわけではない。ただ、大多数の委託サークルにはそれだけの実力が無いため、全体的にはそのように見えるに過ぎない。しかし、大規模な摘発事件があった際に急遽同人誌の取り扱いを中止し、その際に摘発を理由に売上金を踏み倒し、在庫を勝手に廃棄処分した事例も過去に存在することや、同人誌に定価が設定されないことに乗じ、地方の店舗では秋葉原の諸店舗より高く売りつけることが恒常的となっているため、この点では店側の立場が絶対的に強いとも言える。
同人誌即売会の開催とほぼ同時もしくはしばらく経過したあとに委託、頒布するケースが主だが、そのほかに同人誌即売会で売らずに同人ショップへの頒布の委託のみで販売を行うケースがある。この要因として、同人誌即売会の参加の申し込みをしたが受け入れられなかったケースや、同人誌が完成したが、ちょうどその時期に適した同人誌即売会の開催がないためにショップに委託するなどが挙げられる。コンピュータソフト（同人ソフト）においては、制作当初から同人誌即売会への参加を想定しておらず、同人ショップでの販売を前提に作る事例が多い。

## 店舗と地域

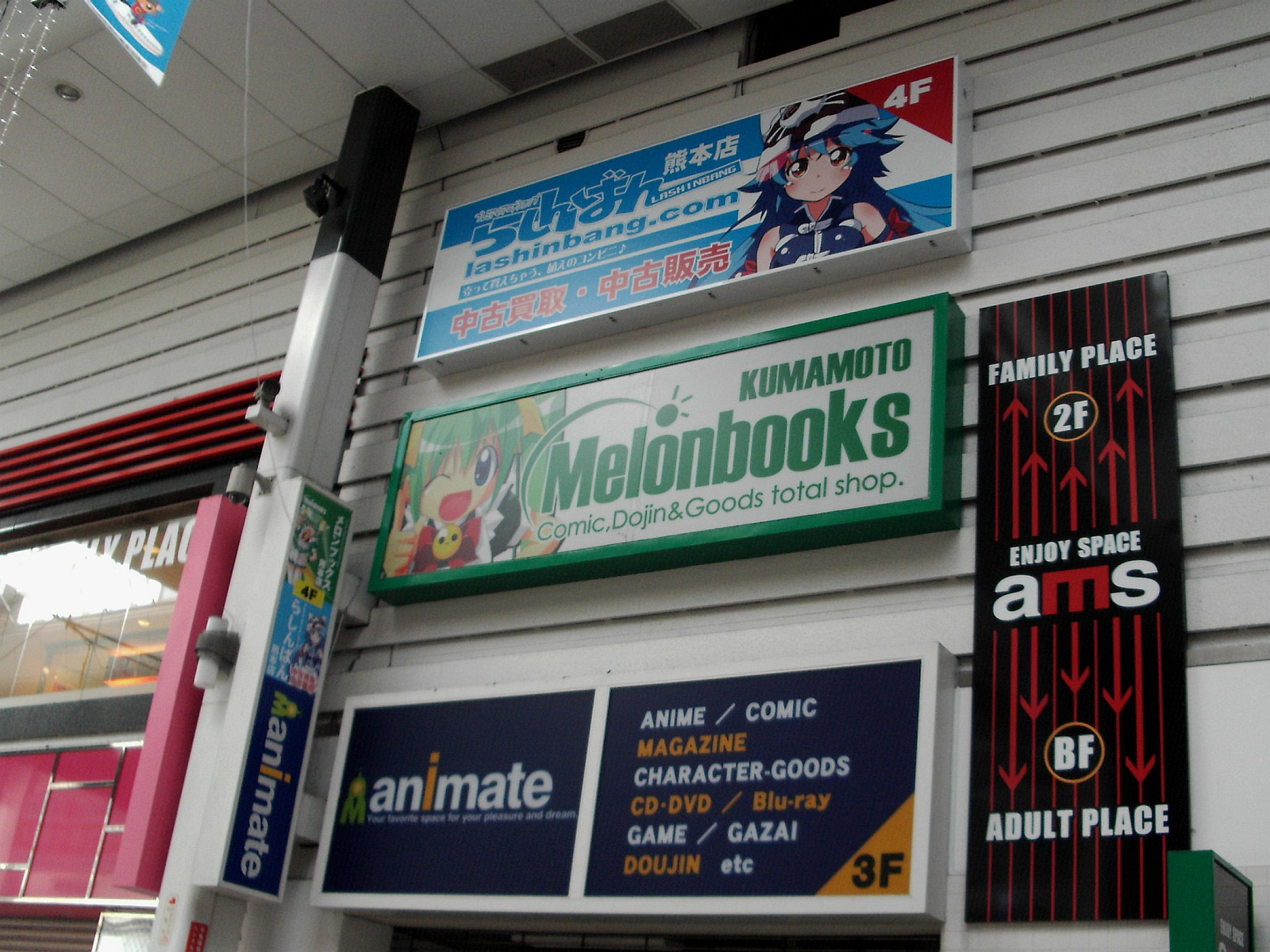
アニメイト・メロンブックス・らしんばんの同居するビル（熊本県熊本市中央区にて撮影）

上記のように、同人誌が特殊な性質であることと、「同人誌=成年向けの（卑猥な）二次創作しかない」といった偏見を受けている影響や、需要の非常に少ないニッチ市場であることから、人口が50万人から100万人以上の都市部（東京23区・政令指定都市）や、ある程度の人口を擁する県庁所在地（宇都宮市・金沢市・松山市など）または近接する市部（八王子市など）といった、都市部にのみ店舗が集中する傾向にある。
ただし、政令指定都市であっても、より大きな都市に近接している大都市などでは出店が少ない。
人口が数万人から50万人程度しかない市に出店しても、同人誌の需要と採算が見込めないため、とらのあなやメロンブックスのような直営店はもとより、代理店・FC店のような形態さえも出店していない。同人誌そのものに無理解な書店が大半なため、成年・一般向け同人誌の委託や販売もほとんど行われない（一部のアダルトビデオ主体のサブカルチャー系書店で成年向け同人誌が扱われることはあるが、扱いが小さい）。
そのため、近隣に店舗が無く、来店が不可能ないしは困難な地域（離島、山村などの過疎地、都市部から離れた地域）の住民は、通信販売やインターネットオークションなどによる購入を余儀なくされている。

## 二次創作にまつわる問題
現在流通している同人誌の主流は、「オリジナルの商業作品」の中身を借りた「二次創作」と呼ばれるものが大半を占めている。しかし、このような二次創作である同人誌は実際のところ著作権法上はグレーゾーンの位置にあり、権利的な立場としては非常に弱い。実際のところとして、コミケット準備会が過去に発した「同人誌がファン活動の一環であり、著作権者の利益を損なうものではない」というアピールの他、商業誌が同人界から多くの人材発掘を行なってきたことなど「持ちつ持たれつ」の関係を背景に、著作権者と同人界の「相互の暗黙の了解」という形であえて曖昧なままにされ、同人側のモラルと自制に任されていた部分が少なからずあったのも事実である。
二次創作は、特に性的描写を含む成年向け同人誌を描く場合、著作権侵害による警告や訴訟提起を受けやすいなどといったリスクを抱える反面、一般向けとして描かれる場合、極度に反社会的な描写や著作権者への中傷や風刺、著作物の丸写しでない限り、あまり問題にされることは少なかった。しかし、著作権を巡る価値観の変化への対応や、ビジネス上必要な著作物のイメージ保護の対応が求められる現在では、著作権者は二次創作をただ野放しにすることはできなくなっている。他にも多くの人気作品の著作権を握るメディアミックス関連企業や玩具メーカーがその企業活動のために二次創作に対する判断をいつどのような形に変更してくるかなどは、企業の経営方針など内部情報に属する要素も絡むことで、同人サイドにとっても極めて予想が難しいことであり、たとえ「今後も同人誌は安泰か？」と聞かれても同人イベントに参加している当事者たちでさえ「判らない」としか返答できない面がある。
実際、過去にガレージキットの分野では、多くの人気作品の版権や著作権を持つある企業が、自社でイベントの主催を始めたのを契機に、競合する他社の主催イベントでは自社や子会社が絡む著作権の版権利用を事実上許諾しなくなった事例がある。
なお、二次創作については、原作の著作権者の黙認の上に同人誌が成り立っていること、黙認が上述したコミケット準備会の過去のアピールを前提として成り立っている性質もあるため、同人ショップを通した「商業流通」を「同人誌＝ファン活動の範疇を逸脱している」と著作権者に判断されれば、警告や販売差し止め要求、摘発を受ける可能性がある。実際に、商業流通に載せられたものを「同人誌」と認めない著作権者もいる。
一例として、株式会社アクアプラスでは二次創作を許諾する要件として「個人またはサークルによる私的頒布であること」としている。これは、「同人即売会での頒布」や「Webなどでの私的頒布」に限って許諾しており、「業者などの第三者を介した一般流通は同人活動とはみなさない」と定義している。
※後にとらのあなを傘下に持つユメノソラホールディングスとの業務提携を機にガイドラインを改訂、現在では委託販売や同人ショップ等を介した商業流通に関しても同人活動として認めるようになっている。

より厳しい事例として、株式会社ニトロプラスでは二次創作を許諾する要件として「販売数量の総累計数が200個以内であること」「売上予定額が10万円未満であること」などの条件を設け、頒布可能な数をかなり制限している。これにより、実質的に同人ショップへの委託は不可能になった。

また、ミニーズクラブ (MINIES CLUB) 事件、ポケモン同人誌事件など、摘発事例の大半が同人ショップという「商業流通」に載せられたものである。過去には著作権者から著作権侵害の通告と販売差し止め要求を受けたタイミングがコミックマーケット直前の数万セット単位の頒布品在庫を抱えていた時で、その全量廃棄に追い込まれ、多額の経済的損失を出した大手同人サークルも存在する。
ファン活動の一環として個人やごく小規模なサークルが独力で販売のほぼ全てを手掛けていた頃と異なり、コミケットと同人ショップを介して大部数を効率的に売り捌くシステムが確立されてゆく中で、大手同人サークルは職業化と営利化を果たし、これらが緩やかに集合する同人界自体が事実上の業界化を成し遂げ、かつて商業出版の第一線で活動していた作家も現在では少なからず同人活動に職業的活動の主体を移行する段階にまで至った。だが、反面で上記の二次創作と著作権者の意向にまつわる問題や、大手同人サークルの大半がコミケットに参加し、新刊の頒布開始のタイミングもコミケットに集中しているなど、コミケットに極めて大きな依存をしていることなども含めて考えれば、単に同人ショップ側の問題だけではなく、この産業自体が極めて危ういバランスの上に成り立っている一面も見て取れる。現状でも様々な問題を抱えつつも関係者の尽力でどうにか開催が継続されているコミケットであり、万一これが開催不能になる深刻な事態が起きれば、連鎖する形で最終的に同人ショップという業態自体が成り立たなくなり衰亡することもあくまで起きうる可能性の範囲内といえる。同人誌や同人ショップが世間から姿を消すなんてありえない、と楽観的なことを言えないのが実状である。
なお、ガレージキットなどの立体物や楽曲の二次創作は同人誌とは異なり、多くは版元へのサンプルの事前提出とチェックを経ての許諾および売上額の数パーセント程度に設定されるロイヤリティの支払いが必須となる（ロイヤリティの割合および金額に法的な制限は無く、権利者によって異なる）。

## 主な店舗
- あきばお〜
- アニメイト - 女性向けの同人誌が中心。
  - ゲーマーズ
  - 書泉
  - メロンブックス
    - フロマージュ
- グレップ
- K-BOOKS
- COMIC ZIN
- コミックとらのあな
- ブックメイト
- まんだらけ
- らしんばん - 中古品のみを取り扱う。

上記の店舗には、書店（漫画専門店・古書店）・アダルトショップの延長線として（漫画雑誌・単行本・アダルトビデオ・アダルトゲームと並行する形で）「同人誌・同人ソフトも販売」しているところや、通信販売も手がけているところもある。ダウンロード販売（デジ同人）専門での代表的なものは、DLsite.comやFANZA同人がある。